# Discografia de P.O.D.
Essa é a discografia da banda norte-americana de rock P.O.D.. A banda já lançou 9 álbuns de estúdio, dois álbuns ao vivo, uma compilação, dezanove singles, dezoito videoclipes, e três EPs.
A banda é formada pelo vocalista Sonny Sandoval, pelo baterista Noah Wuv Bernardo, pelo baixista Mark Traa Daniels, e pelo guitarrista Marcos Curiel.

## Álbuns

### Álbuns de estúdio
| 1994 | Snuff the Punk - Lançamento: 25 de janeiro de 1994 - Gravadora: Rescue - Formatos: CD, LP                                    | —  | —  | —  | —  | —   | —  | — | —  | —  | —   |                                                                        |  |  |  |
| 1996 | Brown - Lançamento: 8 de outubro de 1996 - Gravadora: Rescue - Formatos: CD, LP                                              | —  | —  | —  | —  | —   | —  | — | —  | —  | —   |                                                                        |  |  |  |
| 1999 | The Fundamental Elements of Southtown - Lançamento: 24 de agosto de 1999 - Gravadora: Atlantic - Formatos: CD, LP            | 51 | —  | —  | —  | —   | —  | — | 33 | —  | —   | EUA: Platina                                                           |  |  |  |
| 2001 | Satellite - Lançamento: 11 de setembro de 2001 - Gravadora: Atlantic - Formatos: CD, LP                                      | 6  | 19 | 5  | 11 | 50  | 5  | 7 | 4  | 8  | 16  | EUA: 3× Platina AUS: Platina CAN: Platina ALE: Ouro SUE: Ouro RU: Ouro |  |  |  |
| 2003 | Payable on Death - Released: 4 de Novembro de 2003 - Label: Atlantic (61488) - Formats: CD, LP                               | 9  | 47 | 47 | 31 | 109 | 30 | — | 34 | 45 | 162 | EUA: Ouro                                                              |  |  |  |
| 2006 | Testify - Lançamento: 24 de janeiro de 2006 - Gravadora: Atlantic - Formatos: CD, LP                                         | 9  | —  | 57 | 64 | —   | 54 | — | 9  | —  | —   |                                                                        |  |  |  |
| 2008 | When Angels & Serpents Dance - Lançamento: 8 de abril de 2008 - Gravadora: INO/Columbia - Formatos: CD, LP, download digital | 9  | —  | —  | —  | —   | —  | — | —  | —  | —   |                                                                        |  |  |  |
| 2012 | Murdered Love - Lançamento: 9 de julho de 2012 - Gravadora: Razor & Tie - Formatos: CD                                       | 17 | —  | —  | —  | —   | —  | — | —  | —  | —   |                                                                        |  |  |  |
| 2015 | The Awakenning |    |    |    |    |     |    |   |    |    |     |                                                                        |  |  |  |
| 2018 | Circles |    |    |    |    |     |    |   |    |    |     |                                                                        |  |  |  |

### Álbuns ao vivo
| Ano  | Álbum                                                                                   |
| ---- | --------------------------------------------------------------------------------------- |
| 1997 | Payable on Death Live - Lançamento: 1997 - Gravadora: Rescue                            |
| 2008 | Rhapsody Originals - Lançamento: 2008 - Gravadora: Rhapsody - Formato: Download digital |

### Compilações
| Ano  | Compilação                                                                                              | EUA | EUA Christ. | NZ |
| ---- | --- | --- | ----------- | -- |
| 2006 | Greatest Hits: The Atlantic Years - Lançamento: 21 de novembro de 2006 - Gravadora: Rhino - Formato: CD | 152 | 8           | 5  |

### EP
| 1999                                             | The Warriors EP - Lançamento: 4 de maio de 1999 - Gravadora: Tooth & Nail - Formato: CD            | —  |
| 2005                                             | The Warriors EP, Volume 2 - Lançamento: 15 de novembro de 2005 - Gravadora: Atlantic - Formato: CD | 21 |
| "—" indica que o EP não chegou à parada musical. | |    |

## Singles
| 1999                                                 | "Southtown"                              | —      | 28 | 31 | —  | —  | —  | —  | —  | —  | —   | The Fundamental Elements of Southtown |
| 2000                                                 | "Rock the Party (Off the Hook)"          | —      | 27 | 25 | —  | —  | —  | —  | —  | —  | —   | The Fundamental Elements of Southtown |
| 2000                                                 | "School of Hard Knocks"                  | —      | 38 | —  | —  | —  | —  | —  | —  | —  | —   | Little Nicky soundtrack               |
| 2001                                                 | "Alive"                                  | 41     | 2  | 1  | 18 | 51 | —  | 16 | 41 | 12 | 19  | Satellite                             |
| 2002                                                 | "Youth of the Nation"                    | 28     | 1  | 6  | 17 | 16 | 72 | 5  | 36 | 7  | 36  | Satellite                             |
| 2002                                                 | "Boom"                                   | 123[A] | 13 | 21 | 43 | —  | —  | 83 | —  | 38 | —   | Satellite                             |
| 2002                                                 | "Satellite"                              | —      | 21 | 15 | —  | —  | —  | —  | —  | —  | 120 | Satellite                             |
| 2003                                                 | "Sleeping Awake"                         | —      | 14 | 20 | 41 | 30 | 91 | —  | —  | —  | 42  | The Matrix Reloaded soundtrack        |
| 2003                                                 | "Will You"                               | 117[A] | 12 | 12 | 61 | 68 | —  | —  | —  | —  | 68  | Payable on Death                      |
| 2004                                                 | "Change the World"                       | —      | 38 | 32 | —  | —  | —  | —  | —  | —  | —   | Payable on Death                      |
| 2004                                                 | "Freedom Fighters"                       | —      | —  | —  | —  | —  | —  | —  | —  | —  | —   | Payable on Death                      |
| 2005                                                 | "Sounds Like War"                        | —      | —  | —  | —  | —  | —  | —  | —  | —  | —   | Testify                               |
| 2005                                                 | "Goodbye for Now" (featuring Katy Perry) | 47     | 25 | 17 | —  | —  | —  | 76 | —  | —  | —   | Testify                               |
| 2006                                                 | "Lights Out"                             | —      | —  | 30 | —  | —  | —  | —  | —  | —  | —   | Testify                               |
| 2006                                                 | "Going in Blind"                         | —      | —  | 35 | —  | —  | —  | —  | —  | —  | —   | Greatest Hits: The Atlantic Years     |
| 2008                                                 | "Addicted"                               | —      | —  | 30 | —  | —  | —  | —  | —  | —  | —   | When Angels & Serpents Dance          |
| 2008                                                 | "Shine with Me"                          | —      | —  | —  | —  | —  | —  | —  | —  | —  | —   | When Angels & Serpents Dance          |
| 2012                                                 | "Lost in Forever"                        | —      | 32 | 3  | —  | —  | —  | —  | —  | —  | —   | Murdered Love                         |
| 2012                                                 | "Higher"                                 | —      | —  | —  | —  | —  | —  | —  | —  | —  | —   | Murdered Love                         |
| "—" indica que o single não chegou à parada musical. |                                          |        |    |    |    |    |    |    |    |    |     |                                       |

## Videoclipes
| Ano  | Título                          | Diretor          |
| ---- | ------------------------------- | ---------------- |
| 1996 | "Selah"                         | Devin DeHaven    |
| 1999 | "Southtown"                     | Marcos Siega     |
| 2000 | "Rock the Party (Off the Hook)" | Marcos Siega     |
| 2000 | "School of Hard Knocks"         | David Slade      |
| 2001 | "Alive"                         | Francis Lawrence |
| 2001 | "Youth of the Nation"           | Paul Fedor       |
| 2002 | "Boom"                          | Gavin Bowden     |
| 2002 | "Satellite"                     | Marcos Siega     |
| 2003 | "Sleeping Awake"                | Marc Webb        |
| 2003 | "Will You"                      | Marc Webb        |
| 2004 | "Change the World"              | Marc Webb        |
| 2006 | "Goodbye for Now"               | Meiert Avis      |
| 2006 | "Lights Out"                    | Estevan Oriol    |
| 2006 | "Going in Blind"                | Ryan Smith       |
| 2008 | "When Angels & Serpents Dance"  | Bill Curran      |
| 2008 | "Addicted"                      | Michael Maxxis   |
| 2011 | "On Fire"                       | Wuv              |
| 2012 | "Lost in Forever"               | Spence Nicholson |
| 2012 | "Murdered Love"                 | Ramon Boutviseth |
| 2012 | "Higher"                        | Ramon Boutviseth |